# USS LST-47
O USS LST-47 foi um navio de guerra norte-americano da classe LST que operou durante a Segunda Guerra Mundial.